# Stenocercus albolineatus
Stenocercus albolineatus — вид ігуаноподібних ящірок родини Tropiduridae. Ендемік Бразилії. Описаний у 2015 році.

## Поширення і екологія
Stenocercus albolineatus відомі з типової місцевості, розташованої в районі ГЕС Гуапоре на заході Мату-Гросу.